# Hans-Ulrich Thomale
Hans-Ulrich „Ulli“ Thomale (* 6. Dezember 1944 in Sörnewitz) ist ein ehemaliger deutscher Fußballspieler und -trainer.

## Karriere als Spieler
Hans-Ulrich Thomale schaffte als Aktiver den Sprung in die höchste Spielklasse im DDR-Fußball. Als Mittelfeldspieler spielte er für Motor Sörnewitz, die TSG Meißen, FSV Lokomotive Dresden und BSG Stahl Riesa. In Riesa bestritt er 14 Spiele in der DDR-Oberliga und erzielte dabei ein Tor.

## Karriere als Trainer
Erfolgreicher im Oberhaus gestaltete sich seine Laufbahn als Trainer. 1971 begann er als Nachwuchstrainer beim Halleschen FC Chemie und wechselte 1972 zum FC Carl Zeiss Jena. Trainierte Thomale zunächst die Juniorenmannschaft des FCC, übernahm er 1976 das Nachwuchsoberliga-Team. Nach neun Jahren Arbeit in Jena wurde Thomale 1981 verantwortlicher Oberligatrainer bei der BSG Wismut Aue. Dort gelang ihm 1985 nach einem vierten Platz in der Oberliga der Einzug in den UEFA-Pokal. Nach diesem erfolgreichen Jahr wurde Thomale Trainer des 1. FC Lokomotive Leipzig. Mit den Leipzigern gewann er 1986 den FDGB-Pokal nach einem 5:1-Erfolg im Finale gegen den 1. FC Union Berlin. Im folgenden Jahr erreichte Thomale mit seiner Mannschaft das Finale um den Europapokal der Pokalsieger, welches die Leipziger in Athen mit 0:1 gegen Ajax Amsterdam verloren. 1987 konnte Thomale mit Lok Leipzig den FDGB-Pokal erfolgreich verteidigen, Hansa Rostock wurde im Endspiel 4:1 geschlagen. In der DDR-Meisterschaft blieb Thomale mit dem 1. FC Lokomotive Leipzig der ganz große Wurf verwehrt, 1986 und 1988 wurde Lok jeweils Vizemeister hinter dem BFC Dynamo.
Thomale coachte den 1. FC Lokomotive Leipzig zwischen 1985 und 1988 in insgesamt 19 Europapokalspielen und duellierte sich dabei durchaus sehr erfolgreich mit Trainerlegenden des europäischen Fußballs wie Nils Liedholm (AC Mailand), Otto Barić (Rapid Wien), Aimé Jacquet (Girondins Bordeaux) und Johan Cruyff (Ajax Amsterdam).
In seiner erfolgreichen Zeit bei Lok formte Thomale zudem talentierte Spieler, die sich später auch in der Bundesliga durchsetzen konnten, so Olaf Marschall, Jürgen Rische (beide Kaiserslautern), Bernd Hobsch (Werder Bremen), Heiko Scholz (Bayer Leverkusen) und Torsten Kracht (VfL Bochum).
Nach der Wende versuchte Thomale sein Glück zunächst bei Vereinen aus den alten Bundesländern. So war er 1990 bis 1992 Trainer beim KSV Hessen Kassel und 1992 beim FC 08 Homburg. Von 1993 bis 1996 trainierte er den österreichischen Verein Grazer AK, mit dem ihm 1995 der Aufstieg in die Bundesliga gelang und im darauffolgenden Jahr mit einem 4. Tabellenplatz die Qualifikation für den UEFA-Pokal.
In der Saison 1996/97 war Thomale Trainer beim KFC Uerdingen 05 und kam nach einem zweimonatigen Intermezzo beim chinesischen Verein FC Chengdu zur Saison 1998/99 zurück zum VfB Leipzig. Dort wurde er im April 1999, auf Platz 2 stehend, entlassen. Im November 1999 wurde Thomale Trainer beim VFC Plauen, verpasste aber den Sprung in die neue Regionalliga, bevor er 2001 zum FC Rot-Weiß Erfurt kam. Er konnte dort zwar den sportlichen Abstieg aus der Regionalliga nicht mehr verhindern, jedoch konnte der Club durch den Lizenzentzug für den SSV Ulm 1846 doch noch die Klasse halten. Nach einem missglückten Start in die Saison 2001/02 wurde Thomale jedoch auch in Erfurt entlassen. Von Februar bis Oktober 2004 kehrte er noch einmal zum KSV Hessen Kassel zurück, konnte aber auch hier nicht an seine früheren Erfolge anknüpfen.

## Privates
Hans-Ulrich Thomale ist verheiratet und hat zwei erwachsene Söhne. Während seines Urlaubes im Dezember 2004 in Khao Lak in Thailand wurden Thomale und seine Frau Opfer der Tsunamikatastrophe. Beide überlebten mit schweren Verletzungen. Hans-Ulrich Thomale lebt als Pensionär heute in Kassel.